# Decade 2003-2007
Albums de Dir En Grey
The Marrow of a Bone
(2007) Uroboros
(2008)
Decade 2003-2007 (ディケード) (stylisé DECADE 2003-2007) est une compilation du groupe de rock japonais Dir En Grey sortie le 19 décembre 2007, en même temps que Decade 1998-2002, à l'occasion des dix années de formation du groupe.
Le CD contient de nombreux titres extraits de singles et faces B enregistrés entre 2003 et 2007, remasterisés et pour certains édités.

## Liste des titres
| No  | Titre                       | Album d'origine      | Durée |
| --- | --------------------------- | -------------------- | ----- |
| 1.  | Obscure                     | Vulgar               | 4:09  |
| 2.  | Kasumi (かすみ)             | Vulgar               | 4:19  |
| 3.  | The IIID Empire             | Vulgar               | 3:07  |
| 4.  | Drain Away                  | Vulgar               | 4:07  |
| 5.  | Sajou no uta (砂上の唄)     | Vulgar               | 3:16  |
| 6.  | audience Killer Loop        | Vulgar               | 3:42  |
| 7.  | Saku (朔-saku-)             | Withering to Death.  | 2:58  |
| 8.  | Dead Tree                   | Withering to Death.  | 4:52  |
| 9.  | Merciless Cult              | Withering to Death.  | 2:57  |
| 10. | Kodou (鼓動)                | Withering to Death.  | 3:42  |
| 11. | C                           | Withering to Death.  | 3:35  |
| 12. | The Final                   | Withering to Death.  | 4:16  |
| 13. | Clever Sleazoid             | The Marrow of a Bone | 3:13  |
| 14. | Grief                       | The Marrow of a Bone | 3:39  |
| 15. | Agitated Screams of Maggots | The Marrow of a Bone | 2:58  |
| 16. | Ryoujoku no Ame (凌辱の雨)  | The Marrow of a Bone | 4:04  |
| 17. | Repetition of Hatred        | The Marrow of a Bone | 4:37  |
| 18. | Conceived Sorrow            | The Marrow of a Bone | 4:52  |